# Q弟偵探因幡
《Q弟偵探因幡》（日语：キューティクル探偵因幡）是日本漫畫家MOCHI的漫畫作品，於日本《月刊GFantasy》（SQUARE ENIX）2007年9月號至2017年2月號期間進行連載。單行本全19卷。各話標題皆為「～事件」（番外篇除外）。《月刊GFantasy》2009年11月號發表廣播劇CD，2012年8月決定改編成電視動畫，2013年1月開始播放。

## 故事簡介
以前是秘密警察犬（杜伯曼犬）的主人公因幡洋是通过人工授精出生的狼男。为了寻找行踪不明的弟弟・遥而成为了私人侦探的洋，却卷入了原搭档荻野警部所带来麻烦事件中——他们要将打算征服日本的意大利黑手党瓦伦蒂诺家族的首领（不过是头山羊）逮捕。因为洋有着严重的恋毛癖，所以以将荻野的头发洗干净这样的支付条件接受了这件麻烦事，与意大利黑手党们开始了连续不断的拉锯战。之后他们在黑手党的实行恐怖主义的老顾客里发现了遥，便以将变成了犯罪者的遥逮捕归案为新的目标，荻野和两位少年助手们一同开始挑战。总而言之，这是一部红发的恋毛癖侦探・因幡洋借助优秀少年助手们的力量，以极度随性的姿态对抗袭击日本的意大利黑手党野心的侦探搞笑物语。

## 登場人物
※聲優為電視動畫版 / 廣播劇CD版。

### 因幡偵探事務所
因幡洋
聲 - 諏訪部順一、高森奈津美（幼年） / 關智一
9月4日生、處女座、血型AB型。23歲。身高174cm、變身時是184cm。
本作主人公。紅髮，戴著細框眼鏡，脖子上都一直掛著項圈。
頭頂有近似獸耳的物體，那些其實都是頭髮。喜歡黑又直的頭髮，嚴重討厭染過的毛髮。
是以人工授精方式孕育成的警犬狼男偵探，一直朝著精英警犬之路邁進。
後來辭去警犬職務，開設因幡偵探事務所成為私家偵探，獨自尋找突然失蹤的弟弟。
需要優太點穴（霸武仙流）才可以變身，咬著不同顏色（僅限於自然的髮色）的頭髮可以發揮不同的能力，咬著他人頭髮也能取得DNA以及個人資料，通稱「鑑識能力」。
被眾人認為是個M，但本人並不承認。
重度戀毛癖，有著收集他人頭髮的特殊嗜好。
必殺技 
- 紅髮：變身

變成狗隻的形態，變回人的形態時是全祼形態。
- 金髮：電擊

必殺技名「Q弟伏特」，洋常用招式。
- 黑髮：負面氣場

能讓500m以內所有東西絕望。
- 白髮：治療

有著治療部位會產生很多毛的副作用。
- 茶髮：飛行

背部長出昆蟲的翅膀，對害怕蟑螂的彌太郎構成威脅。
野崎圭
聲 - 入野自由 / 立花慎之介
5月16日生、金牛座。16歲。身高158cm。家中有五個兄弟姊妹，排行第四。
是個中輟生，貌似沒有進入高中就讀。
因幡偵探事務所時薪900圓的打工少年，唯一的常識人。
極度貓控，養了一隻叫露娜的斯芬克斯貓。
佐佐木優太
聲 - 下田麻美 / 齋藤千和
12月23日生、山羊座（魔羯座）。身高152cm。15歲。
因幡偵探事務所的志工助手，是個喜歡穿著女裝的少年。自稱是洋的理解者。
個性腹黑，毒舌
現在是短髮，小學生的時候曾經是長髮。
對於洋的原夥伴荻野邦治有著強烈的敵意。
與諾亞是朋友的關係。

### 警察相關者
荻野邦治
聲 - 森川智之 / 東地宏樹
5月27日生、30歲、雙子座。血型B型。比變身前的洋高上一顆頭，身高大概是192cm。
警部，警犬時代和因幡洋是夥伴，如同洋飼主般的存在。通稱「荻」、「荻先生」。
對女兒的愛遠遠勝過妻子，只要抱著小梓就會變成「笨蛋爸爸」，一離手就轉換成工作模式。
早上需提早1個小時25分鐘起床來梳理頭髮。
緒方柚樹
聲 - 鳥海浩輔 / 置鮎龍太郎
3月6日生、29歲、雙魚座。身高181cm、血型A型。
警備部警備科的警視，和荻是競爭對手，非常愛狗（洋）。
和荻野邦治有著從大學開始就持續到現在的孽緣。
史黛拉
聲 - 深田愛衣 / 竹達彩奈
7月18日生、8歲、巨蟹座。身高134cm、血型B型。
來自法國的少女秘密警犬。現為緒方的夥伴，非常膽小怕生。
最後變成捏人癖（彈性控）。
城島薰
聲 - 黑田崇矢
階級為警視正，聰明以「JOJI（ジョージ）」稱呼他。
30年前因某個事件在滿月之日自殺，留了一封遺書給聰明。
荻野的祖父。
劍持和臣
聲 - 岡本信彥
荻野的部下。

### 荻野家
荻野若葉
聲 - 志村由美 / 淺野真澄
6月28日生、巨蟹座。身高162cm。血型O型。26歲。
荻野的妻子。毫無危機感的美人。
荻野家的人都意外地強壯，就算是額頭被鑰匙插進去也平安無事。
荻野梓
聲 - 日高里菜 / MAKO
荻野的女兒。4月21日生、金牛座。身高95cm。血型B型。
20個月大，大概是1歲8個月。有著像鯊魚的牙齒的乳牙。

### 黑手黨‧范倫鐵諾家族
范倫鐵諾
聲 - 大川透 / 千葉繁
1月10日生、因為是山羊所以是山羊座。身高66cm、血型和年齡不明。
義大利黑手黨的首領。會說人話的山羊，習慣在語尾加上「～唄（〜であろー）」。非常厭惡狼。
羅倫佐
聲 - 小杉十郎太 / 江原正士
12月2日生、射手座。身高184cm、42歲。
首領范倫鐵諾的右手，家族的諜報部隊長。臉被布袋蓋住的義大利人。黑髮鬍子男。平時穿著和服和袴。武器是火繩槍、日本刀。
極度熱愛范倫鐵諾，每當范倫鐵諾和他人有親密舉動或陷入危機時，就會表現出無限的醋意和恐慌。
凱碧瑞拉
聲 - 日笠陽子 / 甲斐田裕子
11月8日生、天蠍座。身高175cm。血型A型、25歲。武器是槍。
范倫鐵諾家族的幹部，女性暗殺者，家族的暗殺部隊長。
因從小生長在菁英家庭，而自己落後於人，所以被家人和親戚鄙視，所以非常討厭別人居高臨下的眼神。
小時候離家出走，被羅倫佐帶進范倫鐵諾家族，羅倫佐也是其師傅，羅倫佐的臉之所以蓋著布袋，也是因為凱碧瑞拉討厭他的「眼神」。
認為身高146cm以上，162cm以下全都是僕人，其餘都殺掉。
第一次見到野崎圭就想收他為僕人。
原作中經常抽著菸，動畫則無此設定。
諾亞
聲 - 巽悠衣子 / 松岡由貴
9月25日生、天秤座、14歲。身高148cm。血型B型。
范倫鐵諾家族的幹部少女，密醫兼天才發明家，也是支撐著家族的重要人物。關西腔少女。
和優太非常合得來，也曾經交換過電子郵件。
喜歡健全男人的身體（如洋、荻），並喜歡分解欣賞。
喜歡反差萌。

### 恐怖主義集團‧野羅
因幡遙
聲 - 齋賀光希 / 皆川純子
2月10日生、17歲、水瓶座。身高166cm。血型B型。
野羅的幹部，因幡洋的弟弟，以前和洋一樣是秘密警犬。討厭警察。能力是極好的聽力，心聲也能聽到。
白子，身體非常虛弱，動不動就會昏倒。
變身後能夠控制夏輝和彌太郎的意識。
為了和范倫鐵諾合作（利用），而極力隱瞞野羅都是狼的事實。
重度兄控。
聰明先生
聲 - 子安武人
3月29日生、38歲（30年前的時間點）、牡羊座。身高188cm。血型AB型。
在遙身邊的玩具羊，會自行行走。
實為因幡兄弟的父親，本名因幡聰明，因幡兄弟的狼人基因皆源自於他，原為黑狼姿態的秘密警犬，因警察內部的腐敗，而集結一些秘密警犬成立野羅，反抗警察，與警察劃清界線。
玩具羊只是他靈魂的「容器」，其肉體目前被警方凍起來存放在不知名的地方，曾要洋幫忙找回肉體。
在30年前與城島薰為搭檔。
附身在彌太郎身上時喜歡用其身體去騷擾夏輝。
夏輝
聲 - 瀨戶麻沙美 / 沖佳苗
8月6日生、16歲、獅子座。身高155cm。血型O型。
野羅的一員，女性秘密警犬。遙的左右手之一。喜歡指紋。
與彌太郎是青梅竹馬，在彌太郎被聰明先生附體之後，會為聰明先生不正經的舉動為彌太郎抱屈。
喜歡青梅竹馬彌太郎，曾因為彌太郎害羞被打爆栗。
彌太郎
聲 - 杉田智和、下田麻美（幼年）/ 櫻井孝宏
10月26日生、19歲、天蠍座。身高178cm。血型A型。
野羅的一員，男性秘密警犬。遙的左右手之一。
小時候為了當聰明先生的「容器」而被收養，時常認為自己不夠格當聰明先生的「容器」。
只能在只有聰明先生的地方說話。
內向，常常被聰明先生附體之後被拿去做危險的事情。
害怕蟑螂，當野羅裡出現蟑螂幾乎都是夏輝負責驅趕。
喜歡青梅竹馬夏輝，被欺負時常常被夏輝護著。
蘿莉控。
秋吉
聲 - 淺沼晉太郎
秘密警犬，性格相當溫柔。
聰明先生第一個在彌太郎之前「容器」，這個「容器」是聰明先生初遇彌太郎的身體。
曾被彌太郎的父母傷到右眼和腳。
目前刻意留在無人島監獄（犯人非人類），尋找著聰明先生的肉體。

### 其他
濱田庵
聲 - 日野聰 / 高橋廣樹
圭的同居人，在酒吧工作，曾被范倫鐵諾說調酒技術不是一流的，因為不甘心被一隻山羊說技術差，而努力練習調酒。

## 出版書籍
| 卷數 | 史克威爾艾尼克斯 | 史克威爾艾尼克斯                              | 尖端出版社     | 尖端出版社           |
| 卷數 | 發售日期         | ISBN                                          | 發售日期       | EAN                  |
| ---- | ---------------- | --------------------------------------------- | -------------- | -------------------- |
| 1    | 2008年4月27日    | ISBN 978-4-7575-2249-7                        | 2011年6月1日   | EAN 471-7702-24011-0 |
| 2    | 2008年9月27日    | ISBN 978-4-7575-2391-3                        | 2011年7月30日  | EAN 471-7702-24138-4 |
| 3    | 2009年3月27日    | ISBN 978-4-7575-2528-3                        | 2011年9月3日   | EAN 471-7702-24139-1 |
| 4    | 2009年7月27日    | ISBN 978-4-7575-2632-7                        | 2011年10月15日 | EAN 471-7702-24140-7 |
| 5    | 2010年2月27日    | ISBN 978-4-7575-2815-4                        | 2011年12月9日  | EAN 471-7702-24141-4 |
| 6    | 2010年7月27日    | ISBN 978-4-7575-2948-9                        | 2012年3月8日   | EAN 471-7702-24628-0 |
| 7    | 2010年12月27日   | ISBN 978-4-7575-3108-6                        | 2012年12月5日  | EAN 471-7702-24629-7 |
| 8    | 2011年7月27日    | ISBN 978-4-7575-3155-0 ISBN 978-4-7575-3156-7 | 2013年1月10日  | EAN 471-7702-24630-3 |
| 9    | 2012年2月27日    | ISBN 978-4-7575-3495-7                        | 2013年2月1日   | EAN 471-7702-24930-4 |
| 10   | 2012年12月27日   | ISBN 978-4-7575-3845-0                        | 2013年7月8日   | EAN 471-7702-25556-5 |
| 11   | 2013年3月27日    | ISBN 978-4-7575-3929-7                        | 2014年5月16日  | EAN 471-7702-25557-2 |
| 12   | 2013年9月27日    | ISBN 978-4-7575-4075-0                        |                |                      |
| 13   | 2014年3月27日    | ISBN 978-4-7575-4126-9 ISBN 978-4-7575-4114-6 |                |                      |
| 14   | 2014年10月27日   | ISBN 978-4-7575-4453-6                        |                |                      |
| 15   | 2015年4月27日    | ISBN 978-4-7575-4580-9                        |                |                      |
| 16   | 2015年10月27日   | ISBN 978-4-7575-4782-7                        |                |                      |
| 17   | 2016年6月27日    | ISBN 978-4-7575-5026-1                        |                |                      |
| 18   | 2017年6月27日    | ISBN 978-4-7575-5394-1                        |                |                      |
| 19   | 2017年6月27日    | ISBN 978-4-7575-5395-8                        |                |                      |

漫畫選集
- 2012年12月27日發售、ISBN 978-4-7575-3846-7

Q弟偵探因幡11.5 OFFICIAL FANBOOK
- 2013年3月27日發售、ISBN 978-4-7575-3873-3

## 電視動畫

### 製作人員
- 原作 - MOCHI（揭載 「月刊GFantasy」史克威爾艾尼克斯刊）
- 監督 - 滿仲勸
- 系列構成 - 中村誠
- 人物設定・總作畫監督 - 小池智史
- 動畫監製 - 砂川正和
- 道具設計 - 岩永悅宜
- 美術設定 - 鈴木典孝
- 美術監督 - 德田俊之
- 色彩設計 - 斎藤真由
- 特殊效果 -
- 攝影監督 - 久野利和
- 音響監督 - 高橋秀雄
- 編集 - 植松淳一
- 動畫制作 - ZEXCS
- 製作 - Q弟探偵因幡製作委員會

### 主題曲
片頭曲
作詞、作曲、編曲：uz，歌：因幡洋（諏訪部順一）
第1話未使用。
片尾曲
作詞、作曲、編曲：manzo，歌：范倫鐵諾（大川透）

### 各話列表
| 話數   | 話數 | 日文標題  | 中文標題                 | 劇本     | 分鏡     | 演出     | 作畫監督          |
| ------ | ---- | --------- | ------------------------ | -------- | -------- | -------- | ----------------- |
| 第1話  | #01A |           | 偽造通貨印刷事件         | 中村誠   | 滿仲勸   | 滿仲勸   | 小池智史          |
| 第1話  | #01B |           | 因幡洋誘拐事件           | 中村誠   | 滿仲勸   | 滿仲勸   | 小池智史          |
| 第2話  | #02A |           | 機密文書偷竊事件         | 滿仲勸   | 山本靖貴 | 山本靖貴 | 北川大輔 前田學史 |
| 第2話  | #02B |           | 母子跟蹤事件             | 滿仲勸   | 山本靖貴 | 山本靖貴 | 北川大輔 前田學史 |
| 第3話  | #03A |           | 巧克力惱殺事件           | 小林成朗 | 山本天志 | 山本天志 | 伊部由起子        |
| 第3話  | #03B |           | 狼少女暗殺事件           | 小林成朗 | 山本天志 | 山本天志 | 伊部由起子        |
| 第4話  | #04A |           | 制服警官襲擊事件         | 中村誠   | 追崎史敏 | 追崎史敏 | 小美戶幸代 寒川步 |
| 第4話  | #04B |           | 貓笨蛋洗腦事件           | 中村誠   | 追崎史敏 | 追崎史敏 | 小美戶幸代 寒川步 |
| 第5話  | #05A |           | 天才組合團結事件         | 滿仲勸   | 平牧大輔 | 平牧大輔 | 本多美雪          |
| 第5話  | #05B |           | 慰勞旅行極樂事件         | 滿仲勸   | 平牧大輔 | 平牧大輔 | 本多美雪          |
| 第6話  | #06A |           | 幕後黑手黑牙到來事件     | 小林成朗 | 吉田武司 | 吉田武司 | 八尋裕子          |
| 第6話  | 外傳 | -5月27日- | -5月27日-                | 小林成朗 | 吉田武司 | 吉田武司 | 八尋裕子          |
| 第6話  | 外傳 | 狼之家    |                          | 小林成朗 | 吉田武司 | 吉田武司 | 八尋裕子          |
| 第7話  | #07A |           | 外傳：毛立Q弟學園入學    | 中村誠   | 追崎史敏 | 筑紫大介 | 德田夢之介        |
| 第7話  | #07C |           | Q弟生活 13年前的笨蛋兒子 | 中村誠   | 追崎史敏 | 筑紫大介 | 德田夢之介        |
| 第7話  | #07B |           | 外傳：Bar Ragdoll        | 中村誠   | 追崎史敏 | 筑紫大介 | 德田夢之介        |
| 第7話  | #07C |           | Q弟生活 10年前的笨蛋兒子 | 中村誠   | 追崎史敏 | 筑紫大介 | 德田夢之介        |
| 第7話  | #07D |           | 九條組組長暗殺事件       | 中村誠   | 追崎史敏 | 筑紫大介 | 德田夢之介        |
| 第8話  | #08A |           | 佐佐木優太誘拐事件       | 滿仲勸   | 山本天志 | 山本天志 | 伊部由起子        |
| 第8話  | #08B |           | 因幡親子決裂事件（前篇） | 中村誠   | 日色如夏 | 日色如夏 | 小園菜穗          |
| 第9話  | #09A |           | 因幡親子決裂事件（後篇） | 中村誠   | 日色如夏 | 日色如夏 | 谷津美彌子        |
| 第9話  | #09B |           | 戀愛旗標亂立事件         | 中村誠   | 山本天志 | 山本天志 | 伊部由起子        |
| 第10話 | #10A |           | 山羊園飽餐事件           | 小林成朗 | 追崎史敏 | 追崎史敏 | 寒川步 小美戶幸代 |
| 第10話 | #10B |           | 首領力量之源陰謀事件     | 小林成朗 | 追崎史敏 | 追崎史敏 | 寒川步 小美戶幸代 |
| 第11話 | #11  |           | 首領范倫鐵諾逃獄事件     | 中村誠   | 岡村正弘 | 岡村正弘 | 前田學史 出野喜則 |
| 第12話 | #12A |           | Q弟怪盜誕生事件          | 中村誠   | 滿仲勸   | 滿仲勸   | 八尋裕子 北川大輔 |
| 第12話 | #12B |           | 邪惡組織擴大事件         | 中村誠   | 滿仲勸   | 滿仲勸   | 八尋裕子 北川大輔 |

### 播放電視台
日本深夜動畫：下文記載的日本国内播放時間使用日本標準時間（UTC+9）表示。因為部分時間标识會採用30小时制，因此請留意这类超过24:00的时间，其實際播放時間為翌日清晨。
| 播放地區 | 播放電視台   | 播放日期                | 播放時間（UTC+9）          | 所屬聯播網 | 備註       |
| -------- | ------------ | ----------------------- | -------------------------- | ---------- | ---------- |
| 日本全國 | AT-X         | 2013年1月4日 - 3月22日  | 星期五 23時30分 - 24時00分 | 衛星電視   | 有重播     |
| 兵庫縣   | SUN電視台    | 2013年1月7日 - 3月25日  | 星期一 23時30分 - 24時00分 | 獨立UHF局  |            |
| 東京都   | TOKYO MX     | 2013年1月7日 - 3月25日  | 星期一 25時30分 - 26時00分 | 獨立UHF局  |            |
| 日本全國 | BS11         | 2013年1月8日 - 3月26日  | 星期二 24時30分 - 25時00分 | 衛星電視   | ANIME+節目 |
| 日本全國 | NICONICO頻道 | 2013年1月12日 - 3月30日 | 星期六 11時00分更新        | 網絡電視   |            |

## 外部連結
- （日語）電視動畫官方網站 （页面存档备份，存于）
- （日語）Q弟偵探因幡的X（前Twitter）